# Ben Broeders
Ben Broeders (Lovanio, 21 giugno 1995) è un astista belga.

## Biografia
Broeders inizia la sua carriera atletica a livello locale nel 2011, nel 2013 raggiunge i primi podi ai Campionati nazionali. Nel 2014 debutta internazionalmente ai Mondiali juniores di Eugene.

Entra a far parte della nazionale seniores con la partecipazione agli Europei di Amsterdam dove si classifica quarto. Nel 2015 vince l'oro agli Europei under 23 in Polonia.
Nel 2019 stabilisce un nuovo record nazionale poi migliorato nel 2020 e grazia al quale si è assicurato la qualificazione ai Giochi olimpici di Tokyo 2021. 

## Record nazionali
- Salto con l'asta: 5,85 m ( Merzig, 11 giugno 2022)
- Salto con l'asta indoor: 5,82 m ( Toruń, 8 febbraio 2023)

## Palmarès
| Anno | Manifestazione  | Sede      | Evento           | Risultato | Prestazione | Note                                     |
| ---- | --------------- | --------- | ---------------- | --------- | ----------- | ---------------------------------------- |
| 2014 | Mondiali U20    | Eugene    | Salto con l'asta | 20º (q)   | 5,00 m      |                                          |
| 2015 | Europei U23     | Tallinn   | Salto con l'asta | 9º        | 5,20 m      |                                          |
| 2016 | Europei         | Amsterdam | Salto con l'asta | 4º        | 5,50 m      |                                          |
| 2017 | Europei U23     | Bydgoszcz | Salto con l'asta | Oro       | 5,60 m      |                                          |
| 2018 | Europei         | Berlino   | Salto con l'asta | nm (q)    | nm (q)      |                                          |
| 2019 | Universiadi     | Napoli    | Salto con l'asta | Bronzo    | 5,51 m      |                                          |
| 2019 | Mondiali        | Doha      | Salto con l'asta | 12º       | 5,55 m      |                                          |
| 2021 | Giochi olimpici | Tokyo     | Salto con l'asta | 18º (q)   | 5,65 m      |                                          |
| 2022 | Mondiali indoor | Belgrado  | Salto con l'asta | 5º        | 5,75 m      | Miglior prestazione personale stagionale |
| 2022 | Mondiali        | Eugene    | Salto con l'asta | 11º       | 5,70 m      |                                          |
| 2022 | Europei         | Monaco    | Salto con l'asta | 15º (q)   | 5,50 m      |                                          |
| 2023 | Europei indoor  | Istanbul  | Salto con l'asta | 8º        | 5,60 m      |                                          |
| 2023 | Mondiali        | Budapest  | Salto con l'asta | 7º        | 5,75 m      |                                          |
| 2024 | Mondiali indoor | Glasgow   | Salto con l'asta | 6º        | 5,65 m      |                                          |
| 2024 | Europei         | Roma      | Salto con l'asta | 13º       | 5,50 m      |                                          |
| 2024 | Giochi olimpici | Parigi    | Salto con l'asta | 15º (q)   | 5,60 m      |                                          |
| 2025 | Europei indoor  | Apeldoorn | Salto con l'asta | 5º        | 5,70 m      |                                          |

## Campionati nazionali
- 2 volte campione nazionale del salto con l'asta outdoor (2019, 2020)
- 4 volte campione nazionale del salto con l'asta indoor (2014, 2015, 2016, 2019)